# منزل خان بابا خان
منزل خان بابا خان (بالفارسية: خانه خان بابا خان) هو منزل تاريخي يعود إلى عصر القاجاريون، ويقع في مقاطعة نور.